# Helen Bray
Helen Bray (25 de noviembre de 1889-15 de octubre de 1990) fue una actriz estadounidense nacida en Misuri. Apareció en 21 películas entre 1914 y 1917.
Bray es la bisabuela de la actriz Michelle Pierce, quien apareció en NCIS.

## Filmografía
- Little Miss Optimist (1917)
- Big Timber (1917)
- Whose Baby? (1917)
- A Maiden's Trust (1917)
- The Nick of Time Baby (1916)
- Safety First Ambrose (1916)
- Haystacks and Steeples (1916)
- The Danger Girl (1916)
- Her Stepchildren (1915)
- Woman Without a Soul (1915)
- Bob's Love Affairs (1915)
- The Girl Who Didn't Forget (1915)
- The Mystery of Henri Villard (1915)
- Under Two Flags (1915)
- The Wives of Men (1915)
- The Divided Locket (1915)
- Truth Stranger Than Fiction (1915)
- Felix Holt (1915)
- A Double Winning (1915)
- The Test of Sincerity (1915)
- On the Heights (1914)
- Little Miss Make-Believe (1914)
- The Dole of Destiny (1914)